# مالكولم ألين
مالكولم ألين (بالإنجليزية: Malcolm Allen)‏ (21 مارس 1967 المملكة المتحدة - ) هو لاعب كرة قدم بريطاني يلعب كمهاجم.

## روابط خارجية
- مالكولم ألين على موقع قاعدة بيانات كرة القدم.إي يو (الإنجليزية)
- مالكولم ألين على موقع ناشيونال فوتبول تيمز (الإنجليزية)
- مالكولم ألين على موقع Soccerbase.com (لاعب) (الإنجليزية)
- مالكولم ألين على موقع عالم كرة القدم.نت (الإنجليزية)